# Bleda modra pika
Bleda modra pika (v izvirniku angleško Pale Blue Dot) je znana fotografija Zemlje, ki jo je leta 1990 posnela ameriška vesoljska sonda Voyager 1.

## Fotografija
Voyager 1 je bil izstreljen v vesolje 5. septembra 1977 z namenom, da bi raziskal Sončni sistem. Carl Sagan (ameriški astronom, 1934-1996) je prepričal znanstveno skupnost naj sonda naredi fotografijo Zemlje, ko bo dosegla mejo sončnega sistema. 14. februarja 1990, po tem ko je sonda opravila primarno misijo, so nadzorniki NASE poslali sondi ukaz, naj se obrne in fotografira planete Sončnega sistema. Med 14. februarjem in 6. junijem je Voyager poslal tudi fotografijo, ki prikazuje Zemljo kot bledo modro piko (pale blue dot), komaj opazno v daljavi.
Fotografija je bila posneta na razdalji približno 6 milijard kilometrov. Svetli pasovi so posledica lomljenja sončnih žarkov zaradi majhnega kota med Zemljo in soncem.

## Vtisi Carla Sagana
Carl Sagan je takole opisal fotografijo:
Poglejte še enkrat to piko. To je tukaj. To je dom. To smo mi. Na njej so vsi, ki jih ljubite, vsi, ki jih poznate, vsi, za katere ste kdajkoli slišali, vsi ljudje, ki so kdaj bili in živeli njihova življenja. Skupek našega veselja in trpljenja, tisoče verskih prepričanj, ideologij in ekonomskih doktrin, vsak lovec in iskalec hrane, vsak junak in strahopetec, vsak ustvarjalec in uničevalec civilizacij, vsak kralj in kmet, vsak zaljubljen parček, vsaka mati in oče, upajoč otrok, vsak izumitelj in raziskovalec, vsak učitelj morale, vsak podkupljiv politik, vsaka filmska zvezda, vsak vrhovni voditelj, vsak svetnik in grešnik v zgodovini naše vrste je živel tam na pikici v sončnem žarku.
Zemlja je zelo majhna pika v veliki kozmični areni. Pomislite na reke krvi, prelite zaradi generalov in cesarjev, zaradi slave in zmage, da bi postali trenutni lastniki delčka majhne pikice. Pomislite na neskončne krutosti, ki so jih pretrpeli prebivalci enega dela pikice, ker so se razlikovali od prebivalcev na drugem koncu, kako pogosti so njihovi nesporazumi, kako se zavzemajo, da bi ubili drug drugega, kako goreče je njihovo sovraštvo. Naša samopodoba, naš egoizem, blodnje, da smo v privilegiranem položaju v vesolju, so izzvana z velikostjo te majhne pikice.
Naš planet je osamljen drobec v veliki kozmični temi. In v tej naši mračnosti in v vsej prostranosti vesolja ni namiga, da bi prišla pomoč in nas rešila pred nami samimi. Zemlja je edini planet, za katerega do sedaj vemo, da omogoča življenje. Trenutno nikjer drugje ni kraja, kamor bi se naša vrsta lahko preselila. Obiskala, da. Naselila, ne še. Če nam je všeč ali ne, v tem trenutku je Zemlja edino, kar nam preostane. Bilo je rečeno, da astronomija uči ponižnosti in vpliva na značaj človeka. Verjetno ni boljše predstavitve norosti človeške domišljavosti, kot podoba našega malega sveta iz daljave. Zame to poudarja našo odgovornost, da smo bolj prijazni drug do drugega, in da ohranimo in bolj cenimo našo bledo modro piko, edini dom, ki smo ga kdaj poznali.